# Цирихов, Сослан Керимбекович
Сослан Керимбекович Цирихов (род. 24 ноября 1984 года) — российский легкоатлет, специализирующийся в толкании ядра. Участник Олимпийских игр 2012 года.

## Биография
Участник двух Универсиад: в 2009 году в Белграде стал чемпионом с результатом 19,59 м, а в 2011 году в Чэньчжэне с результатом 19,80 м оказался вторым.
На Олимпиаде 2012 года в Лондоне в квалификации показал 13-й результат 20,17 м и не вышел в финал.
На чемпионате мира 2013 года с результатом 18,53 м занял лишь 27-е место.

## Допинг
С 29 марта 2017 года дисквалифицирован на два года проба взятой на чемпионате мира в 2013 году, показала положительный результат на туринабол. Результаты, показанные им с 15 августа 2013 года по 14 августа 2015 года, аннулированы.